# Leontopodium hayachinense
Leontopodium hayachinense là một loài thực vật có hoa trong họ Cúc. Loài này được (Takeda) Hara & Kitam. mô tả khoa học đầu tiên năm 1935.